# Buque Oceanográfico Capitán Oca Balda
El BIP Capitán Oca Balda es un buque oceanográfico y de investigación perteneciente a la Administración de Parques Nacionales, cedido en 2021 por el INIDEP para realizar las tareas de monitoreo, conservación y ejecución de planes de manejo de las áreas marinas protegidas de Namuncurá-Banco Burdwood y de Yaganes.

## Historia
El Oca Balda, fue cedido a la Administración de Parques Nacionales en 2021. Antes era un barco pesquero y de investigación, utilizado por el INIDEP para la pesca de arrastre y evaluación de recursos pesqueros.
El Oca Balda, es el primero en su estilo en incorporarse a la flota de embarcaciones de la Administración de Parques Nacionales, cuyo antecedente más remoto es el Modesta Victoria. Se trata de un barco diseñado específicamente para la investigación pesquera y ambiental.

## Protección de las Áreas Marinas Protegidas
La presencia de la Administración de Parques Nacionales en las áreas marinas constituye un hito en la promoción del conocimiento científico, el desarrollo tecnológico y la innovación productiva en el Atlántico Sur, con el fin de crear una cultura del mar en la sociedad argentina, fomentando el uso sostenible de los recursos naturales marinos y el crecimiento de la industria nacional asociada. 
Esto es particularmente importante en el inicio del Decenio de las Ciencias Oceánicas para el Desarrollo Sostenible (2021 a 2030) con el propósito de alcanzar los objetivos de la Agenda 2030 para el Desarrollo Sostenible. La Administración de Parques Nacionales a través de su plataforma de investigación y monitoreo “Capitán Oca Balda”, buscará promover la conservación basada en evidencia científica.
A partir de la sanción de la Ley Nº 27.037 del 2014 se instituyó el Sistema Nacional de Áreas Marinas Protegidas (SNAMP), destinado a proteger y conservar espacios marinos representativos de hábitats y ecosistemas bajo los objetivos de política ambiental establecidos en la legislación vigente. Y, a través del Decreto Nº 402 de fecha 8 de junio de 2017 se designó a la APN como Autoridad de Aplicación del SNAMP otorgándole todas las atribuciones que le asigna la mencionada Ley.  
Además, esta acción se enmarca en el proyecto Pampa Azul, de la cual forma parte el Ministerio de Ambiente y Desarrollo Sostenible de la Nación junto con los Ministerios de Ciencia, Tecnología e Innovación; Relaciones Exteriores, Comercio Internacional y Culto; Agricultura, Ganadería y Pesca; Turismo y Deportes, Defensa y Seguridad.